# NGC 2243
NGC 2243 ist ein offener Sternhaufen im Sternbild Großer Hund.
Das Objekt wurde am 24. Mai 1826 von James Dunlop entdeckt. Das Alter des metallarmen offenen Sternhaufens wird anhand seines Farben-Magnituden-Diagramms auf 3,6 Milliarden Jahre geschätzt.